# Байдуашов, Ермек Сатыбалдыевич
Ермек Сатыбалдыевич Байдуашов (20 июля 1982) — казахстанский борец вольного стиля, мастер спорта Республики Казахстан международного класса.

## Биография
Тренер — Нурмаханов Бауыржан.
Участник Олимпиады — 2012 в Лондоне.
Бронзовый призёр Азиатских Игр в Гуанчжоу (2010 г.), двукратный чемпион Казахстана.